# 태산 전씨
태산 전씨(泰山田氏)는 전북특별자치도 정읍시 태인면을 본관으로 하는 한국의 성씨이다. 시조 전총문(田寵文)은 고려에서 신호위대장군(新虎衛大將軍)을 지냈다.

## 참고 자료
- “태산전씨(泰山田氏)”. 뿌리를 찾아서.[깨진 링크(과거 내용 찾기)]